# Европейско пътешествие
„Европейско пътешествие“ (на английски: EuroTrip) е американска тийн секс комедия от 2004 г. на режисьора Джеф Шейфър. В него се разказва за американския тийнейджър Скот, който предприема пътешествие до Европа с цел да намери момичето, с което си пише имейли. По време на пътуването си той минава през Лондон, Париж, Амстердам, Братислава, Берлин и Рим, и попада във всякакви неловки, хумористични и нелепи ситуации.

## Продукция
Сценаристите Мандъл, Бърг и Шейфър се включват в режисирането, но само Шейфър е кредитиран като режисьор.
Филмът е сниман изцяло в Прага, Чехия през 2003 г. Сцените в Охайо са снимани в Международното училище на Прага. Сцената, в която главните герои си чакат влака на гарата в Париж са снимани в Централната гара на Прага. Сцените във Ватикана са снимани в Националния музей на Прага. Сцените с германския камионджия са снимани на тогавашната незавършена автомагистрала D5 близо до Пилзен. По време на снимките Мат Деймън се снима в „Братя Грим“ в Прага и се съгласява да изиграе ролята на пънк певец. За ролята си в „Братя Грим“ той е с перука, така че за тази в „Европейско пътешествие“ обръсва главата си.